# John Blackwell Hale
John Blackwell Hale (* 27. Februar 1831 im Brooke County, Virginia; † 1. Februar 1905 in Carrollton, Missouri) war ein US-amerikanischer Politiker. Zwischen 1885 und 1887 vertrat er den Bundesstaat Missouri im US-Repräsentantenhaus.

## Werdegang
John Hale wurde auf dem Gebiet des heutigen Hancock County in West Virginia geboren. Er besuchte die öffentlichen Schulen seiner Heimat und begann nach einem anschließenden Jurastudium sowie seiner 1849 erfolgten Zulassung als Rechtsanwalt in Brunswick (Missouri) in diesem Beruf zu arbeiten. Gleichzeitig schlug er als Mitglied der Demokratischen Partei eine politische Laufbahn ein. Zwischen 1856 und 1858 saß er als Abgeordneter im Repräsentantenhaus von Missouri. Bei den Präsidentschaftswahlen des Jahres 1860 war er Wahlmann für Stephen A. Douglas. Während des Bürgerkrieges war Hale Oberst in einer Milizeinheit des Staates Missouri, die auf der Seite der Union kämpfte. In den Jahren 1864 und 1868 nahm er als Delegierter an den jeweiligen Democratic National Conventions teil; 1875 war er Delegierter auf einer Versammlung zur Überarbeitung der Staatsverfassung von Missouri.
Bei den Kongresswahlen des Jahres 1884 wurde Hale im zweiten Wahlbezirk von Missouri in das US-Repräsentantenhaus in Washington, D.C. gewählt, wo er am 4. März 1885 die Nachfolge von Armstead M. Alexander antrat. Da er im Jahr 1886 von seiner Partei nicht zur Wiederwahl nominiert wurde und eine unabhängige Kandidatur scheiterte, konnte er bis zum 3. März 1887 nur eine Legislaturperiode im Kongress absolvieren. Nach seinem Ausscheiden aus dem US-Repräsentantenhaus zog sich John Hale aus der Politik zurück. In den folgenden Jahren praktizierte er wieder als Anwalt. Er starb am 1. Februar 1905 in Carrollton, wo er auch beigesetzt wurde.